# Paul Macar
Paul Macar (ur. 26 lutego 1906 w Liège, zm. 12 kwietnia 1978 tamże) – belgijski geomorfolog, profesor Uniwersytetu w Liège, założyciel belgijskiej szkoły geomorfologicznej, uczony znany na światową skalę, twórca powyżej 180 publikacji. Zainicjował analizę rozwoju stoku w zróżnicowanych warunkach klimatycznych. Otrzymał w 1974 tytuł doktora honoris causa Uniwersytetu Łódzkiego.
W latach 1958–1976 był sekretarzem Komisji Badań Współczesnych Procesów Geomorfologicznych oraz należał do paru komitetów Międzynarodowej Unii Geograficznej.
Został Wielkim Oficerem Orderu Leopolda II.